# 立川こしらと梶田夕貴の金曜マッカーサー
『立川こしらと梶田夕貴の金曜マッカーサー』（たてかわこしらとかじたゆうきのきんようマッカーサー）は、すときゃ!で放送されたインターネットラジオ。全51回。

## 概要
2005年3月4日から放送を開始。放送日は毎週金曜日で、放送時間は当初23:00 - 23:57だったが、2005年7月8日から後番組との関係で3分短縮され、23:00 - 23:54となった。
パーソナリティは、落語家の立川こしらと、声優の梶田夕貴。この2人はFMひきで2004年1月11日から同年12月24日まで放送されたラジオ番組「梶田夕貴と立川こしらのトーク番長」でもパーソナリティを務めており、そのときに引き続いての起用となった。なお、すときゃ!のラジオ番組では映像配信が行われた番組もあったが、この番組では梶田の事情により音声のみの放送であった。
番組の公式サイトやジングルをリスナーが作成するなどリスナーとの距離が近く、リスナーからの投稿や反響によって番組の構成やコーナーを変更するというスタイルを取っていた。また、すときゃ!で配信されている他のラジオ番組とも関係が深く、すときゃ!で放送されているラジオ番組のクレームを送ってもらうコーナーも存在していた。
2005年11月、番組のコーナー「理想のカジタユウキ」をまとめた本『立川こしらと梶田夕貴の金曜マッカーサー 理想のカジタユウキ編』がオンブックから発売された。

## コーナー
冒頭のニュース
梶田がニュースを読むコーナー。なお、この番組の初期のコンセプトが「アメリカンな奴に送るラジオ」だった関係で、このコーナーで扱うニュースは主にアメリカ合衆国関連のニュースだった。
梶田がニュースを読んでいる間、こしらは梶田の邪魔をしていた。また『今夜はマッカせなさーい』のパーソナリティ・らくだ師匠は、毎回梶田の原稿読みを採点していた。
エロくないなぞなぞ
主にオープニングで行われたコーナー。一見エロい答えに思えるが、本当はエロくないというなぞなぞに梶田が答える。
なお、このコーナーで出題されるなぞなぞは『今夜はマッカせなさーい』で募集された。
勝ち抜き!いじめバトル!
リスナーが今まで受けたイジメを募集するコーナー。週ごとに勝者を決定し、3週勝ち抜いたリスナーは放送スタジオに招待される。
理想のカジタユウキ
リスナーが考える「理想のカジタユウキ」を募集するコーナー。「理想のスタッフ」や「理想の立川こしら」が送られることもあった。
I'mマッカーサー
リスナーが目撃したマッカーサーを募集するコーナー。最初の週は得点方式だったが、後に梶田チームと立川チームの対戦形式に変更される。
ダグラス販売店
謎の販売員アキバさんが様々なものを販売するコーナー。
番組の最終回で、アキバさんが番組初期のオープニング曲を歌っていたことが発覚する。
お悩み相談
悩み相談のメールを募集するコーナー。ただし恋愛など、ベタな悩みはNG。
特別番組でこしらとの勝負に敗れ、罰ゲームとして本番組で一時的に下働きをしていたミラッキが発案したコーナー。2005年9月30日放送回でミラッキとの契約が満了となり、同時にこのコーナーも終了となった。
すときゃ!サポートセンター
すときゃ!で放送されている番組のクレームを送ってもらうコーナー。
こしらはこのコーナーに備えるため、当時すときゃ!で放送されていた番組を全て聴いていたが、番組末期になると他番組にクレームを送ることが禁止となり、本番組へのクレームが増加した。
おっぱいジャンケン
こしらが梶田の胸を揉むためにジャンケンをするコーナー。リスナーにジャンケンの手を送ってもらい、こしらが5回連続で梶田に勝てば胸を揉めるというルールだった。
2005年7月22日放送回で、『完熟フルハラ!』のパーソナリティ・古原奈々がゲスト出演し、このコーナーに挑戦したところ、こしらが5連勝。こしらは古原の胸を揉もうとしたが逃げられた。翌週、こしらと梶田で改めてジャンケンをし、梶田が勝った場合はコーナー終了、こしらが勝ったら梶田の胸を揉むということになる。結果、梶田が勝利し、コーナー終了となったが、こしらは梶田の二の腕を触ることができた。
その後、2006年2月10日に帰ってきたおっぱいじゃんけんとして復活した。
つなげ!ウタゴコロ!
『完熟フルハラ!』のコーナーを勝手に拝借。『完熟フルハラ!』でまだ歌詞が決まっていない部分について、『完熟フルハラ!』で起きた出来事を歌詞として募集する。
ジングル&CM募集
本番組のジングルとCMを募集するコーナー。CMは29秒、ジングルは時間無制限。
『今夜はマッカせなさーい』は、このコーナーで生まれた名前を番組タイトルとして使用した。
乙女手帳
女性リスナーを増やす案を募集するコーナー。
ポキャポク
梶田が誤って「腹ペコさん」という言葉を噛んだときに出た単語を基に思いつきで作られたキャラクター・ポキャポクの情報を送ってもらうコーナー。「僕ポキャポク」、「ポキャポクのコーナー」など最後までコーナータイトルが安定しなかった。
替え歌
梶田に関わる歌を募集するコーナー。
私!痩せ子ちゃん
梶田のダイエットコーナー。梶田への応援メッセージや梶田を励ます歌を募集する。
2005年12月3日に行われたオールナイトイベントで「2kg減ったら終了」となり、実際に12月9日放送回で2kg減ったことが報告されてコーナー終了となる。

### 特別企画
リスナー監視企画
こしらにストーカーをしてほしいリスナーを募集し、こしらが実際にリスナーのストーカーをする企画。2005年9月10日放送回でスペシャル企画として放送され、らくだ師匠がストーカーされた。
ドキッ！女だらけのクリスマスイブイブナイト
2005年12月23日、梶田とその友人の田中涼子、東風たまこがパーソナリティとなって放送された企画。闇鍋などを行った。
こしらもスタジオにはおり、リスナーからのメールに対し映像配信画面上で返信をしていた。